# Allocosa parva
Allocosa parva este o specie de păianjeni din genul Allocosa, familia Lycosidae. A fost descrisă pentru prima dată de Banks, 1894. Conform Catalogue of Life specia Allocosa parva nu are subspecii cunoscute.